# Trichouropoda bipilis
Trichouropoda bipilis es una especie de arácnido del orden Mesostigmata de la familia Trematuridae.

## Distribución geográfica
Se encuentra en Austria.